# Karl Gorath
Karl Gorath (Bad Zwischenahn, Alemania; 12 de diciembre de 1912 - Bremerhaven; 18 de marzo de 2003) fue un hombre gay que fue arrestado en 1938 y encarcelado por homosexualidad en Neuengamme y Auschwitz. Fue liberado en 1945. 
Gorath estudiaba enfermería cuando, a los 26 años, fue denunciado como homosexual por su "amante celoso" y arrestado bajo el artículo 175 del código penal, que definió la homosexualidad como un "acto antinatural".
Gorath fue encarcelado en Neuengamme, cerca de Hamburgo, y se vio obligado a usar un triángulo rosa, identificándolo como gay y travesti. 
Debido a su entrenamiento médico, Gorath fue trasladado a trabajar en un hospital para prisioneros en un subcampo de Neuengamme. Cuando se negó a disminuir la ración de pan para los pacientes que eran polacos, Gorath fue transferido a Auschwitz. Allí llevaba el triángulo rojo de preso político, que creía que le ahorraba la brutalidad infligida a los presos identificados como homosexuales. En enero de 1945, Gorath fue liberado cuando los Aliados descubrieron Auschwitz. 
Después de la guerra, en 1947 fue sentenciado nuevamente: “Por el mismo juez. Rabien se llamaba. Me recibió en la sala del tribunal con las palabras: '¡Estás aquí de nuevo!'”.
Gorath es uno de los seis hombres homosexuales que son protagonistas del documental sobre los homosexuales en los campos de concentración nazis. La película, de los productores Jeffrey Friedman y Rob Epstein y narrada por Rupert Everett, se llama Párrafo 175. 